# Плоскосеминский сельсовет
Плоскосеминский сельсовет — муниципальное образование со статусом сельского поселения и административно-территориальное образование в Ребрихинском районе Алтайского края России. Административный центр — посёлок Плоскосеминский.

## Демография
По результатам Всероссийской переписи населения 2010 года, численность населения муниципального образования составила 383 человека, в том числе 184 мужчины и 199 женщин. Оценка Росстата на 1 января 2012 года — 361 человек.

## Населённые пункты
В состав сельского поселения входит один населённый пункт — посёлок Плоскосеминский.